# Lidé Knihy
Lidé Knihy (arabsky  أهل الكتاب‎ – ahl al-kitáb, hebrejsky עם הספר‎) je v abrahámovských náboženstvích označení pro příslušníky náboženství, kterým bylo „zjeveno Písmo“. Chápání šířky významu a praktické používání pojmu se ovšem v jednotlivých náboženstvích a jejich denominacích liší.
Židé Knihou v tomto smyslu rozumí buď jen tóru, nebo i další významná díla (zejména mišnu a talmud), v každém případě ovšem lidmi knihy myslí především sami sebe.
V křesťanství se důraz liší mezi jednotlivými denominacemi. Podobně jako židé, i křesťané knihou rozumí především svou knihu, v tomto případě bibli. Římskokatolická církev klade velký důraz na svatou tradici a církevní magisterium, zjednodušení svého náboženství na bibli podobnou nálepkou proto odmítá. Naopak protestantské směry kladou na bibli daleko větší důraz (někdy vyjádřený zásadou sola scriptura) a označení za lid Knihy je tak blízké například baptistům, metodistům, adventistům, shakerům a puritánům. U protestantských církví je označování křesťanů za lid knihy spjato i s podobou evangelizace v novém světě, kdy misionáři při překládání bible často přinášeli domorodým národům a jazykům gramotnost a byli pro ně tedy doslova ti lidé s knihou.

## Islám
V islámu je pojem používán naopak pro neislámská náboženství, kterým bylo „zjeveno písmo“. Rozumějí se tím zejména židé (včetně Karaitů a Samaritánů) a křesťané, ale korán výslovně zmiňuje také Sabiánce. Islám považuje korán za konečné, úplné a pravdivé sdělení Boží pravdy lidstvu, nicméně uznává určitou vážnost starších zjevení a v rámci šaríi mívá vyšší toleranci k těm, kdo uctívají stejného Boha, byť jiným způsobem. Často uváděným příkladem tohoto tolerované soužití je Osmanská říše, kde byli křesťané a židé tolerováni, byť se samozřejmě jejich status od muslimů lišil (například v oblasti danění platili džizju místo zakátu, svou víru měli praktikovat v soukromí aj.).
Zahrnování příslušníků jiných náboženství je už v islámu místně i časově podmíněné. Časté je například zahrnutí příslušníků některých náboženství mezi dhimmi, tedy osoby sice nemuslimské, ale v rámci šaríi chráněné.
V Íránu je jako náboženství lidu knihy chápán i zoroastrismus, který s křesťanstvím i islámem sdílí základní eschatologické představy, věří v posmrtný život, nebe, peklo i Satana a navíc vznikl ještě před islámem, kdy lidem ještě nebylo zjevení boží pravdy lidem úplné.
Dobytí Indie muslimy, nutnost nějak tolerovat tamní obyvatelstvo s jeho náboženstvím a vlastně celé dlouhodobé společné obchodní i kulturní styky mezi Indy a Araby vedly některé muslimy k úvahám, zda pod lid knihy nespadají i vyznavači hinduismu, respektive k tomu, že někteří muslimové s hinduisty jednali stejným způsobem jako s jinými „lidmi knihy“.